# McIlwraith Range
McIlwraith Range – pasmo górskie w Wielkich Górach Wododziałowych w Australii, w północno-wschodniej części stanu Queensland, na półwyspie Jork. Ciągnie się wzdłuż wybrzeża Oceanu Spokojnego na długości około 80 km, 15 km na wschód od miasta Coen i 550 km na północ od Cairns. Średnia wysokość to 450 m n.p.m., najwyższe wzniesienie ma 850 m n.p.m. Na terenie pasma znajdują się źródła rzeki Archer.
Część pasma zajmuje KULLA (McIlwraith Range) National Park powstały w 1992 roku.
Pasmo pokrywają tropikalne lasy deszczowe. Jest to najbardziej wysunięty na południe obszar występowania niektórych roślin tropikalnych i zwierząt z Nowej Gwinei, jak na przykład kuskus plamisty, ozdobnik wspaniały i ptak rajski fałdowron trąbiący.

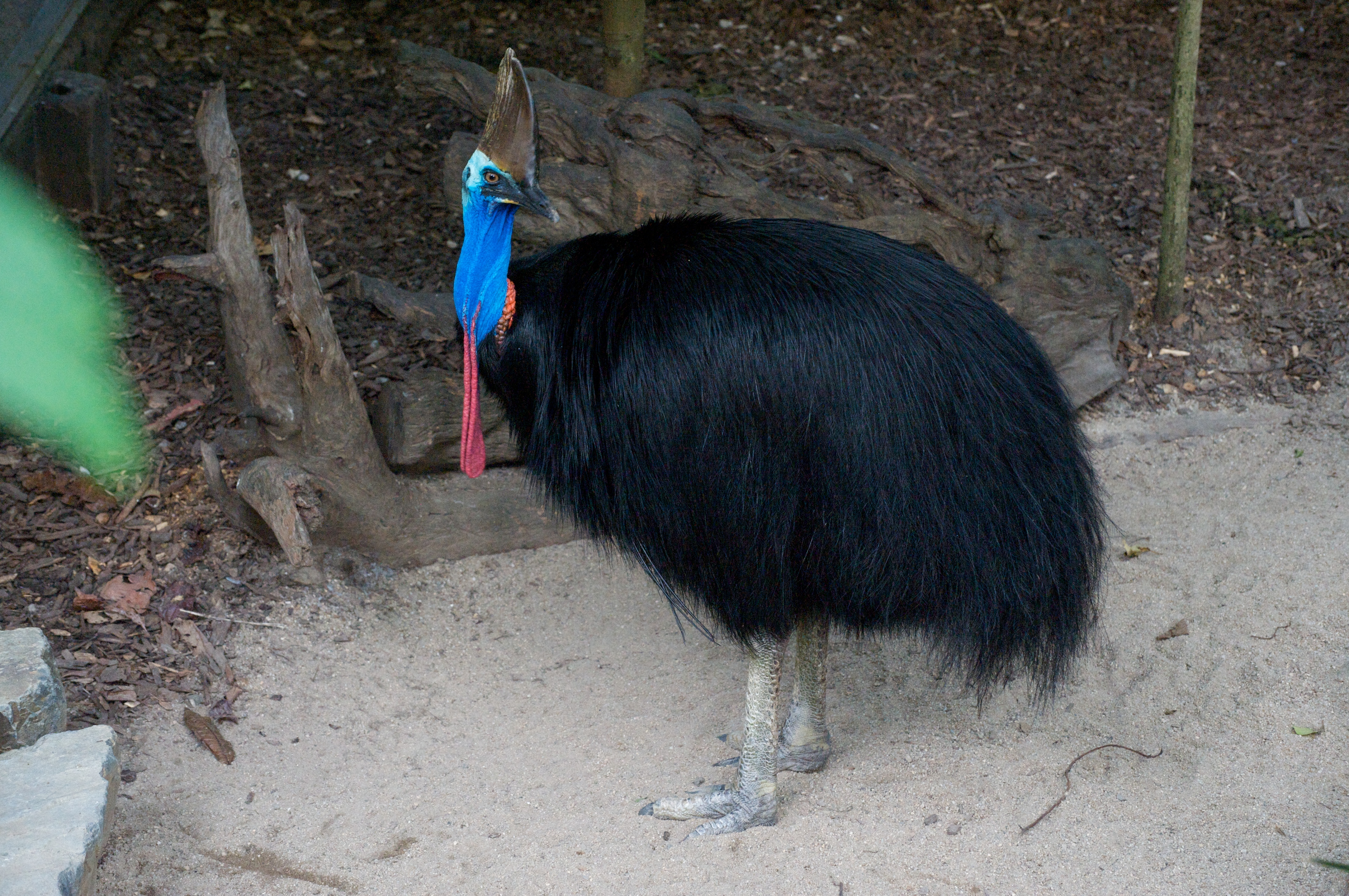
Kazuar hełmiasty

W paśmie występują liczne gatunki endemiczne. Jest tu co najmniej 16 gatunków roślin znanych tylko z McIlwraith Range, a także 56 gatunków zwierząt, które w Australii zamieszkują tylko na półwyspie Jork. 28 z nich jest zagrożonych wyginięciem. Są to m.in. pałanka nowogwinejska, kazuar hełmiasty, kakadu palmowa i pyton zielony.
Nazwę pasmu (na cześć Sir Thomasa McIlwraitha, trzykrotnego premiera stanu Queensland) nadał w 1879 roku geolog Robert Logan Jack.